# Манджек, Жорж
Жорж Мандже́к (фр. Georges Mandjeck; род. 9 декабря 1988[…], Дуала) — камерунский футболист, опорный полузащитник израильского клуба «Ирони» Кирьят-Шмона. Выступал за сборную Камеруна.

## Карьера
Манджек начал карьеру в клубе «Каджи Спорт».
Летом 2007 года заключил контракт с немецким клубом «Штутгарт». Дебютировал в полуфинальном матче Кубка немецкой лиги против клуба «Бавария», который его команда проиграла со счётом 0:2. В том мачте Манджек заменил Антонио да Силву на 89-й минуте матча.
30 января 2008 года был арендован клубом «Кайзерслаутерн» до конца сезона во Второй Бундеслиге. Дебютировал 1 февраля 2008 года в основном составе в матче на выезде против клуба «Боруссия» из Мёнхенгладбаха, будучи заменённым на 67-й минуте. В клубе успел сыграть 10 матчей до окончания сезона.
После возвращения в «Штутгарт» первое появление в составе команды произошло 28 августа 2008 года в матче против венгерского клуба «Дьёр» в рамках второго квалификационного раунда Кубка УЕФА, заменив на 63-й минуте Павла Пардо. Дебют в чемпионате Германии состоялся 13 сентября 2008 года в матче на выезде против клуба «Хоффенхайм», в котором Манджек заменил на 84-й минуте Халида Буларуза.
В июле 2009 года Манджек был вновь взят в аренду «Кайзерслаутерном» до окончания сезона 2009/10.
Летом 2017 года Манджек перешёл в пражскую «Спарту», заключив с клубом контракт на три года. Через полгода он вернулся во Францию и во второй половине сезона 2017/18 выступал на правах аренды за «Мец». 24 июля 2018 года Манджек вновь был отдан аренду, на этот в израильский «Маккаби» Хайфа до конца сезона 2018/19.
В июле 2021 года перешёл в турецкий «Коджаэлиспор».

### В сборной
Манджек был включён в состав сборной Камеруна на летних Олимпийских играх 2008 года.

## Достижения
«Спарта»
- Обладатель Кубка Чехии: 2019/20